# Mazda 626
O 626 foi um automóvel do tipo sedan médio-grande fabricado pela Mazda entre 1978 e 2002, vendido em diversos países.

## História
Proveniente do Mazda Capella, lançado em 1970(e focado apenas no Japão), o Mazda 626 foi uma evolução de projeto com ambições mundiais, numa era de expansão das marcas de automóveis para outros continentes. A primeira geração, lançada em 1978, focou atenções em três mercados específicos, o Reino Unido, onde foi batizado de Mazda Montrose e o restante da Europa e Oceania, onde foi vendido sob o nome 626. Dispunha de motorizações 1.6L, 1.8L e 2.0L, com opção de transmissão automática de 3 marchas ou manual de 4 marchas.
Em 1982, a segunda geração foi lançada, introduzindo tecnologias como motores multiválvulas e propulsores a diesel. Durante esta geração, também foi introduzida a injeção eletrônica de combustível, visando aperfeiçoar o desempenho e reduzir os índices de emissão. Foi lançado nos Estados Unidos nas versões sedan e station wagon. Na Europa, a versão Coupé de 2 portas foi apresentada. Em 1987 foi lançada a terceira geração, com importantes avanços de segurança, como a introdução de freios ABS e um sistema de eixos esterçantes para as quatro rodas; visando aumentar a manobrabilidade do automóvel. Nos Estados Unidos, foi introduzida a versão 2.2L I4 8V turbo, com 145cv de potência.
Lançada em 1993, a quarta geração foi a que alcançou maior visibilidade mundial, em virtude do número de países onde foi vendida. Fabricada na Colômbia, Estados Unidos e Japão, esta geração foi exportada para todos os continentes, sendo inclusive a primeira vendida no Brasil. Teve a introdução do motor 2.5L V6 24V, oferecido na versão hatchback GT e no sedan LX. O câmbio automático teve o número de marchas aumentado de 3 para 4 velocidades. A quinta geração, lançada em 1997, apresentou inovações no sistema de freios ABS, com a inclusão de EBD e ESP.
O 626 foi descontinuado em 2002 nos Estados Unidos e Japão e em 2006 na Colômbia. Seu sucessor é o Mazda 6.

## No Brasil
Vendido entre 1993 e 2000, o Mazda 626 chegou a o Brasil após a abertura das importações de veículos, no Governo Collor, pelo então presidente. No Brasil, a Mazda enfrentou outras empresas nipônicas, como Honda, Mitsubishi, Subaru e Toyota, com seus produtos de mesma categoria ao 626. Alcançou relativo sucesso no país, principalmente embalado pela boa fama de confiabilidade dos automóveis japoneses. Foi vendido nas configurações sedan de 4 portas e hatchback de 5. Esta última veio importada dos Estados Unidos, apenas na configuração GT V6. Reestilizado em 1997, o novo 626 chegou ao Brasil nas configurações sedan e perua; ambas oriundas do Japão. Contudo, em 2000, a Mazda - assim como outras importadoras de automóveis - decidiu encerrar suas atividades no Brasil; principalmente em virtude da abolição do regime de câmbio fixo pelo governo federal, efetuada no ano anterior, causando elevada desvalorização do Real, medida oriunda da Crise russa de 1998, que se alastrou por economias de todo o planeta. A Mazda fechou toda a sua rede de concessionários e apenas um representante permanece no país, em São Paulo, para reposição de peças dos modelos vendidos até então.

## Galeria

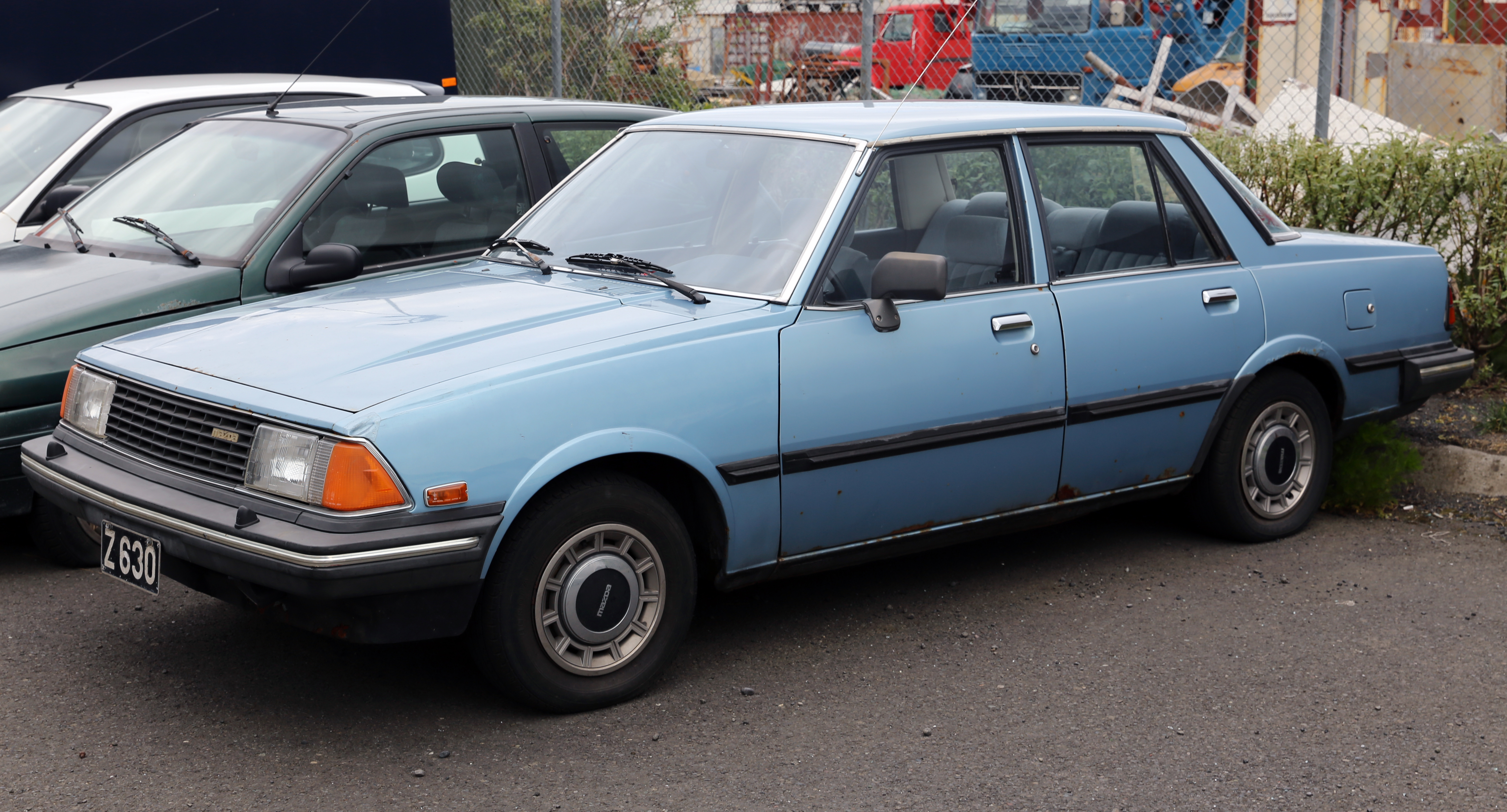
Mazda 626 - 1ª geração (1978-82)
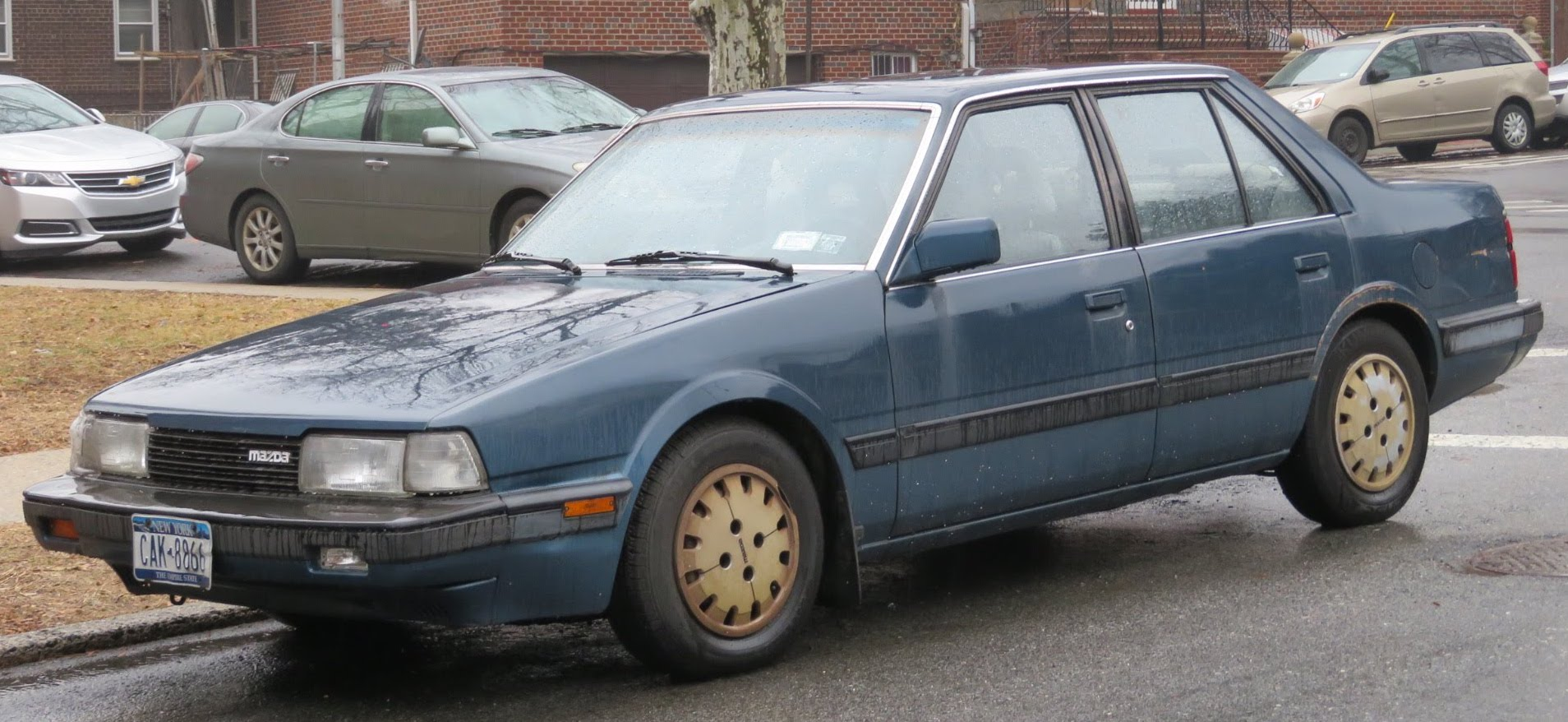
Mazda 626 - 2ª geração (1982-87)
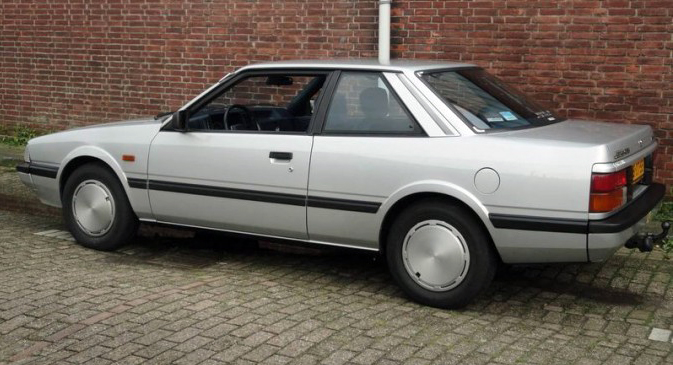
Mazda 626 - 2ª gen (coupé)
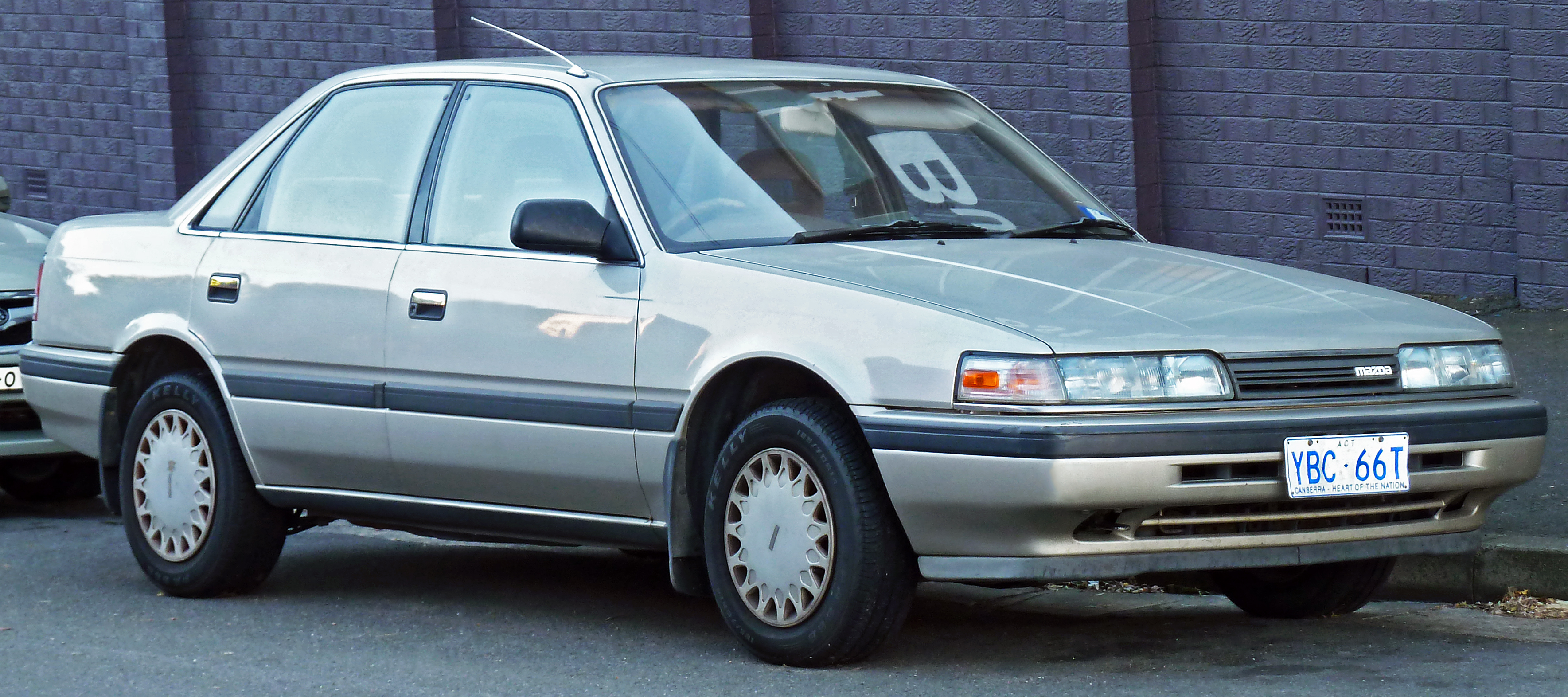
Mazda 626 - 3ª geração (1987-93)
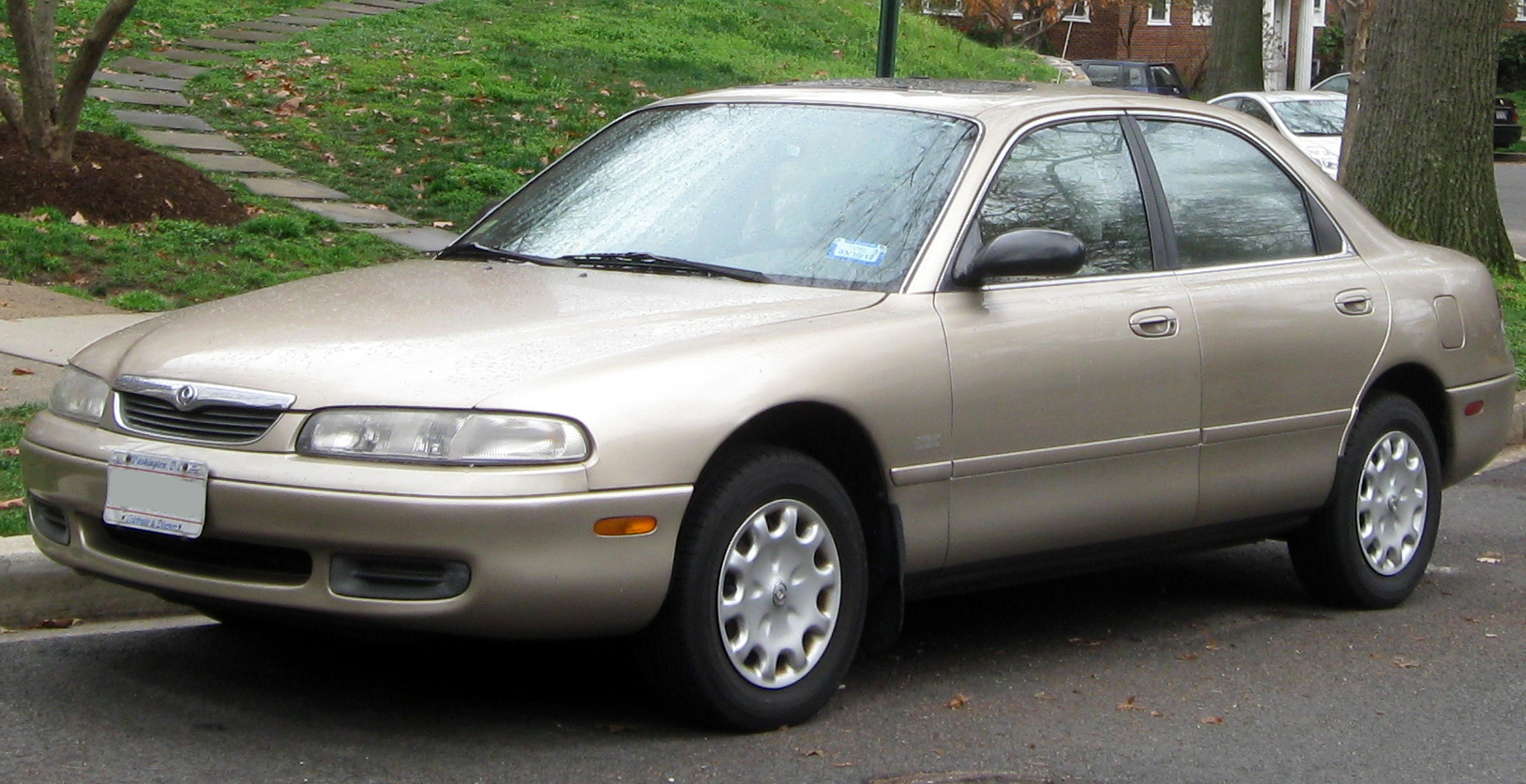
Mazda 626 - 4ª geração (1993-97)
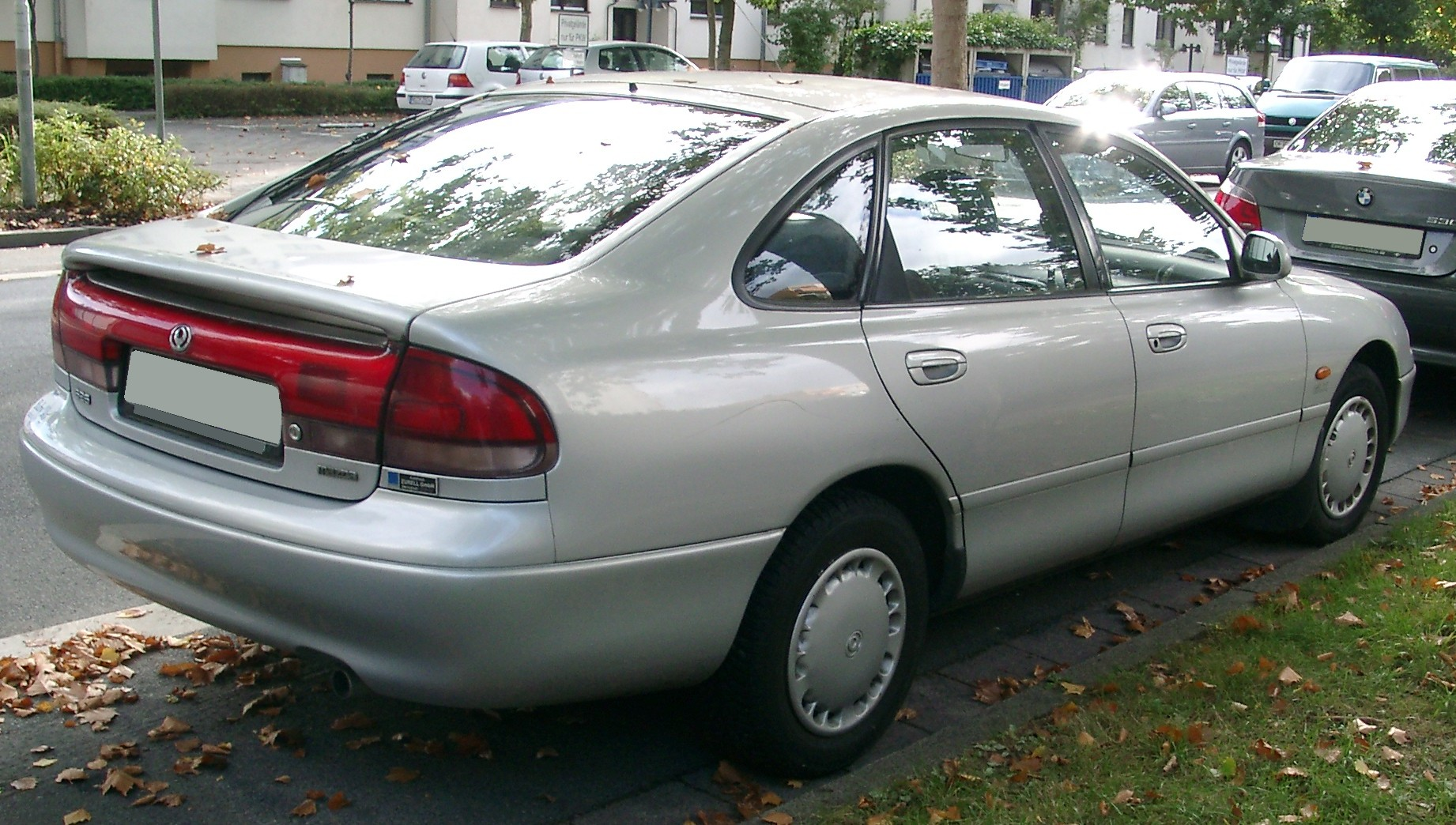
Mazda 626 - 4ª gen (hatchback)
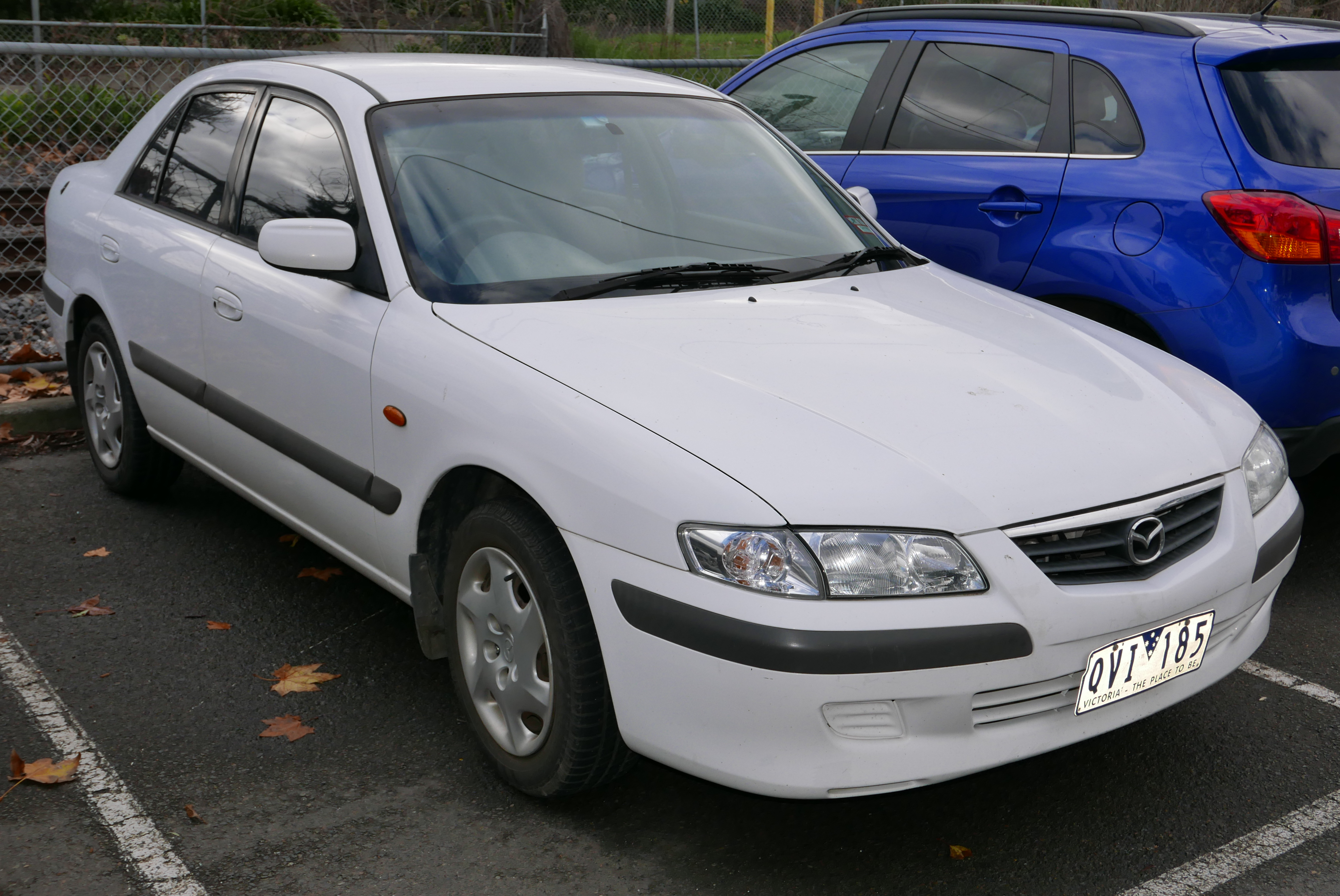
Mazda 626 - 5ª geração (Asia e Europa)
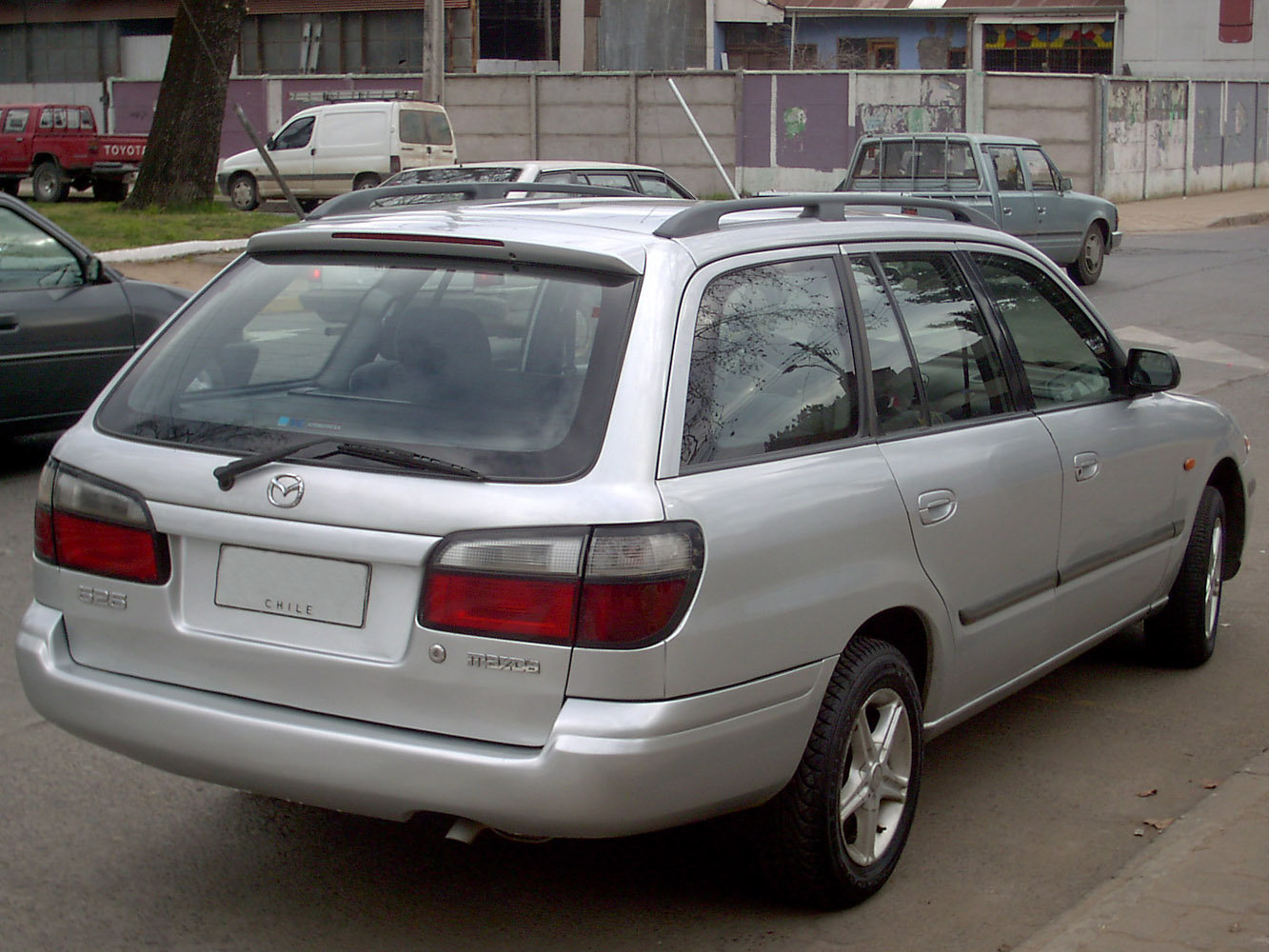
Mazda 626 - 5ª gen (station wagon)
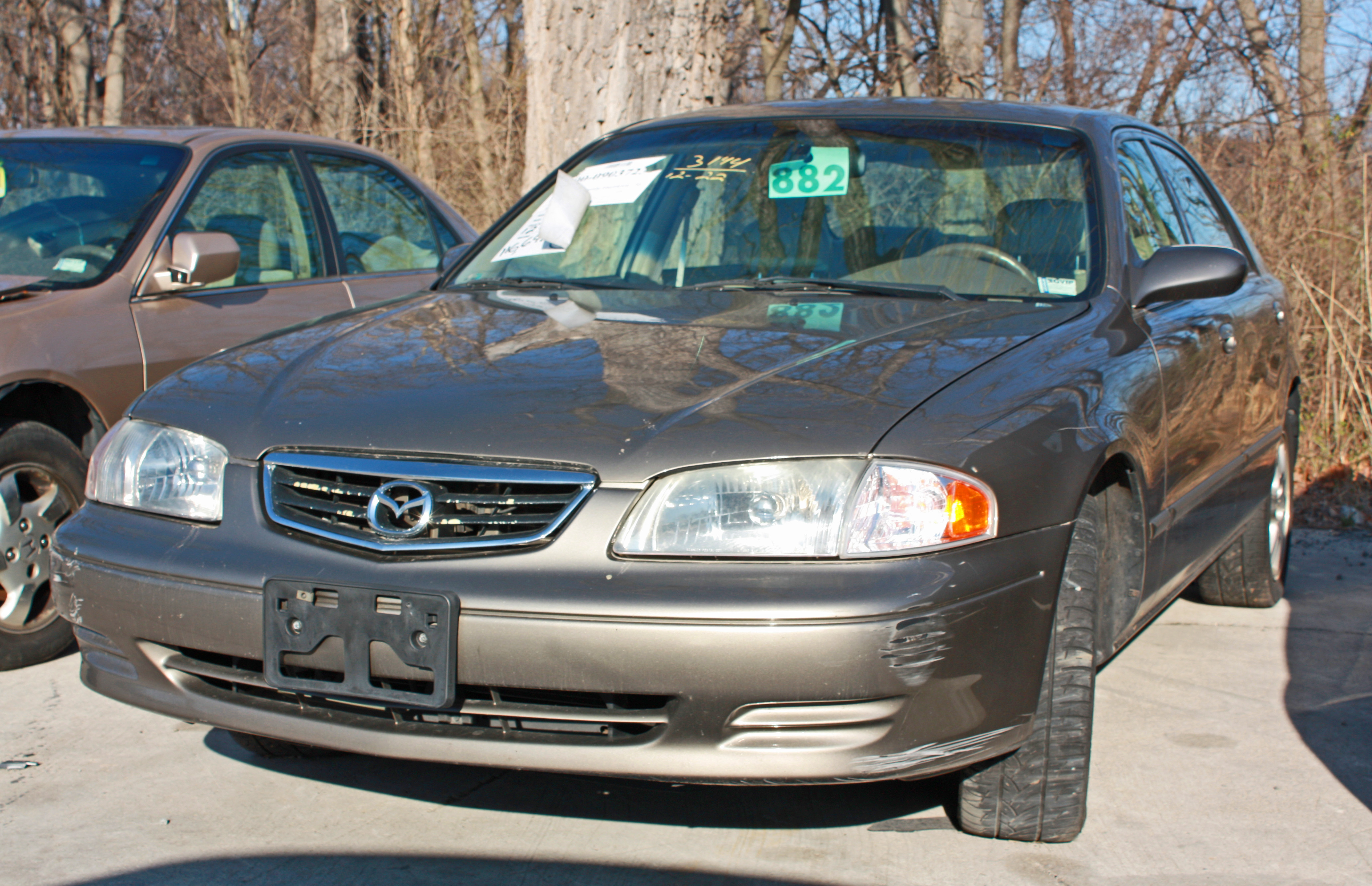
Mazda 626 - 5ª gen (padrão EUA)